# Port lotniczy Bengazi-Benina
Port lotniczy Bengazi-Benina – międzynarodowy port lotniczy położony 19 km na wschód od centrum Bengazi, w miejscowości Benina. Jest drugim co do wielkości portem lotniczym w Libii po lotnisku w Trypolisie. Port lotniczy jest drugą siedzibą Buraq Air i Libyan Airlines.

## Linie lotnicze i połączenia
| Linia Lotnicza      | Kierunek                                                                                               |
| ------------------- | --- |
| Afriqiyah Airways   | 1. Aleksandria 2. Kair 3. Stambuł 4. Chartum 5. Kufra 6. Trypolis-Mitiga 7. Tunis 8. Misrata 9. Zintan |
| Air Mediterraenam   | 1. Ateny                                                                                               |
| Berniq Airways      | 1. Dubaj-Al Maktoum 2. Chartum 3. Trypolis-Mitiga 4. Misrata                                           |
| Buraq Air           | 1. Trypolis-Mitiga                                                                                     |
| Cham Wings Airlines | 1. Damaszek                                                                                            |
| EgyptAir            | 1. Kair                                                                                                |
| Libyan Airlines     | 1. Aleksandria 2. Amman 3. Kair 4. Stambuł 5. Dżudda 6. Kufra 7. Trypolis-Mitiga 8. Tunis              |
| Marathon Airlines   | 1. Ateny                                                                                               |
| Royal Jordanian     | 1. Amman                                                                                               |
| Tunisair            | 1. Tunis                                                                                               |